# Rose Livingston
Pour les articles homonymes, voir Livingston.
Rose Livingston (vers 1876 - 26 décembre 1975), connue sous le nom d'« Ange de Chinatown », est une suffragette américaine qui agit pour libérer les prostituées et les victimes d'esclavage sexuel. Elle-même victime dans sa jeunesse, elle va ensuite consacrer sa vie à quadriller sans relâche le quartier de Chinatown, New York et des quartiers chauds dans d'autres villes. Elle  contribue à l'adoption du Mann Act qui inscrit comme crime fédéral le trafic sexuel entre États.

## Biographie

### Premières années

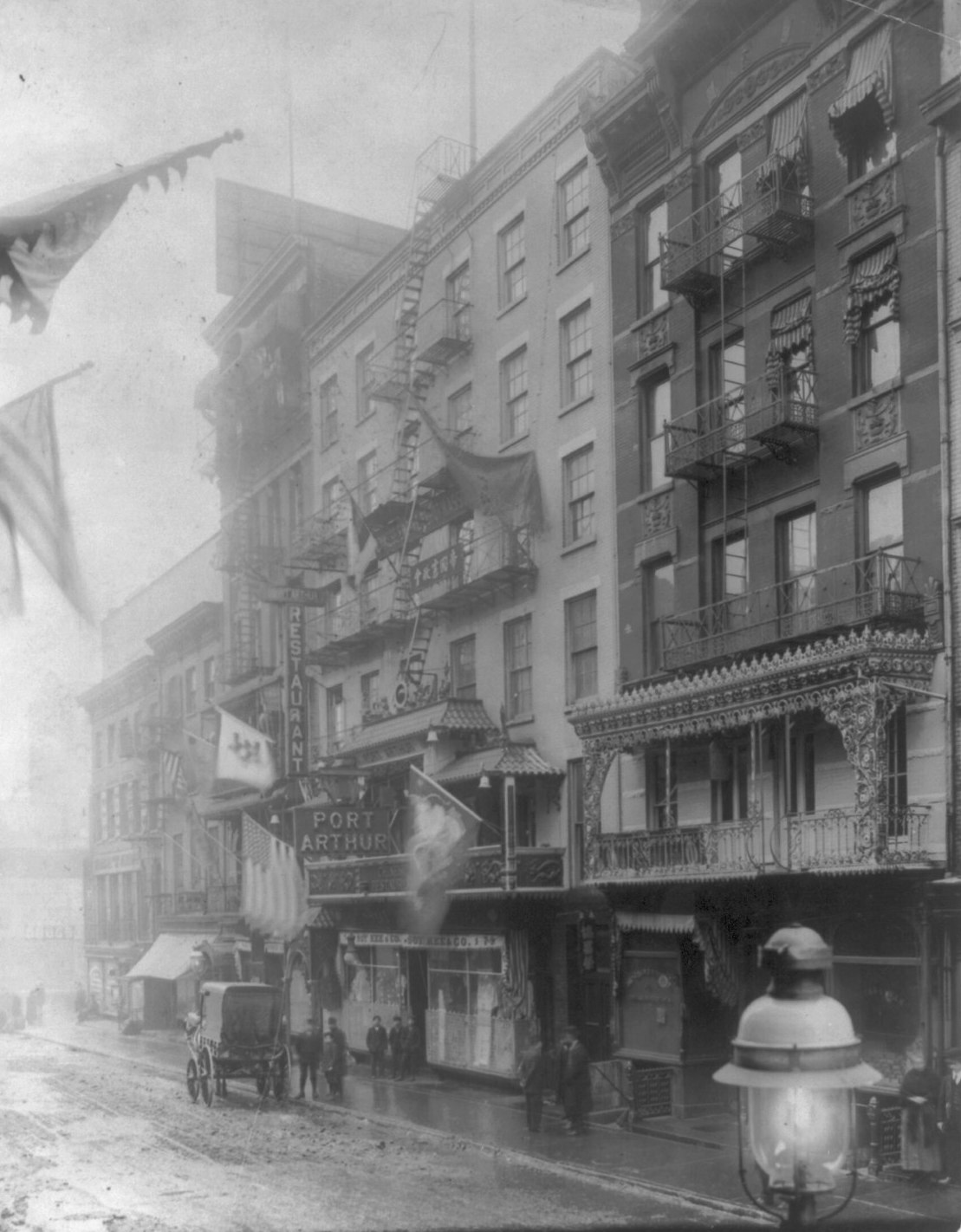
Le quartier chinois de New York décoré pour le Nouvel An, le 21 janvier 1909

Rose Livingston naît en 1876. Elle est élevée dans une communauté méthodiste à Hamilton, Ohio. À l'âge de 10 ans, elle est enlevée de son domicile et forcée à se prostituer dans le quartier chinois de New York,  où elle devient dépendante à l'opium. Elle donne naissance à deux enfants, l'un à l'âge de 12 ans et le second à 15 ans.    
Elle échappe à la prostitution et sa présence à New York est à nouveau décrite en 1903. Elle souhaite initialement s'engager comme missionnaire à l'étranger, mais après avoir vu une jeune fille toxicomane être sauvée par des travailleurs sociaux, elle décide de devenir missionnaire indépendante à New York.

### Premier engagement dans une Mission religieuse
Environ vers 1903, Livingston travaille au Sunshine Settlement, une mission religieuse sur Baxter Street, New York. Créé en 1900, le Sunshine Settlement aide les mères et les enfants pauvres en leur fournissant des services de santé, une éducation et des excursions sur les plages du bord de mer. Des services d'évangélisation et des conférences y sont donnés. Le centre propose un jardin d'enfants, une école de couture et une bibliothèque. Les femmes peuvent demander des conseils médicaux et juridiques. Cet établissement fonctionne jusqu'aux environs de 1911. Par la suite, Rose Livingston se considère comme une missionnaire et une travailleuse sociale indépendante.

## Militante

### Contexte
En 1934, les statistiques du département de police de New York indiquent que 4 000 femmes disparaissent de cette ville chaque année (bien qu'un certain nombre ne soient même pas portées disparues). Les filles, parfois très jeunes, et les femmes deviennent des esclaves sexuelles après avoir été enlevées, droguées ou attirées sans le savoir dans l'industrie du sexe par la promesse d'un emploi ou d'une aventure. Cette situation est aggravée par la grande dépression.  Les filles, battues et maltraitées sont souvent transférées dans d'autres États,. Leurs ravisseurs rendent souvent les filles toxicomanes, afin qu'elles soient plus facile à contrôler. Le révérend Hopkins, qui traque la prostitution dans le monde entier, découvre que des filles sont vendues aux enchères dans le Lower East Side de New York ;  Rose Livingston trouve des publicités pour ce trafic à Cleveland et découvre qu'il existe un réseau mondial de trafic d'esclaves sexuels.   

### Sauvetages

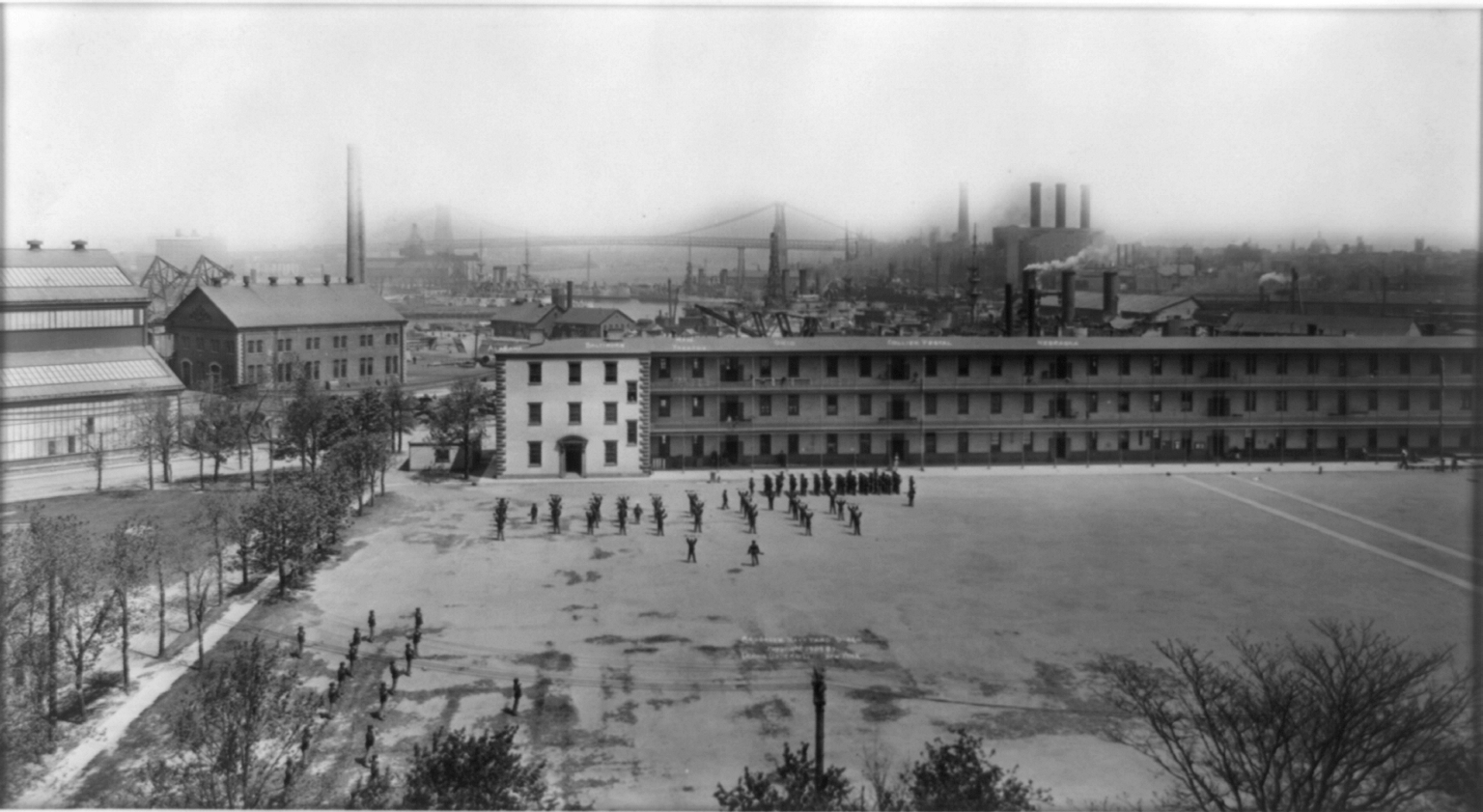
Caserne des chantiers navals de Brooklyn, 1909

Rose Livingston est petite et maigre. Elle a un visage masculin. Ses cheveux sont coupés courts. Elle dort le jour et la nuit elle s'habille en homme pour partir discrètement à la recherche de filles à secourir dans les fumeries d'opium, les salles de danse et les bars,. Elle recherche dans les « quartiers chauds » des préadolescentes et des adolescentes - principalement de 9 à 17 ans - contraintes à l'esclavage sexuel,. Son modus operandi  consiste à suivre  les esclavagistes sexuels, à découvrir où se trouvent les femmes retenues captives et à se lier d'amitié avec elles pour les encourager à s'échapper. Elle quadrille en particulier Chinatown (Manhattan), New York et le Brooklyn Navy Yard. Elle se rend également à Boston, Newark, Bridgeport, New Haven et Chicago. Ses actions lui valent d'être surnommée « l'Ange de Chinatown ». 
Sa bravoure et sa présence d'esprit l'aident à sauver des filles dans des situations critiques. Rose Linvingston voit l'une d'entre elles se faire enlever par trois hommes. Elle fait mine d'avoir une arme à feu dans sa poche et attend la police, qui arrête les ravisseurs. Elle mène parfois des poursuites à grande vitesse dans des taxis pour  en sauver d'autres. 

### Agressions
Elle est attaquée et battue par les proxénètes au moins une vingtaine de fois. On lui tire même dessus. Elle passe parfois des mois à l'hôpital pour se remettre de ses blessures et marche avec des béquilles pendant deux ans. Elle est aussi gravement blessée aux yeux. En 1914, un contrat est souscrit sur sa tête pour 500 $.  Elle est poussée d'un toit du quartier chaud de Brooklyn. Sans relâche, elle revient quadriller les quartiers pour sauver de jeunes victimes de la prostitution,. Elle porte une arme à feu mais il n'est pas rapporté qu'elle ait jamais tiré sur qui que ce soit.   

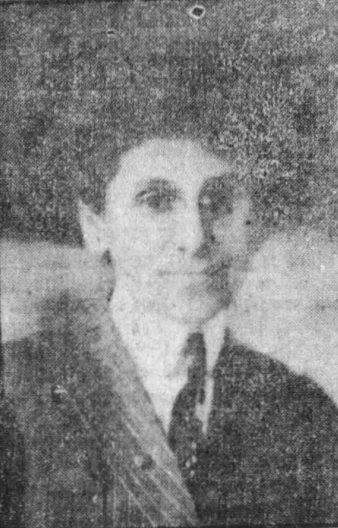
Mlle Rose Livingston, habillée en homme, 1914

### Accompagnement des victimes
Rose Livingston, fidèle à sa foi Chrétienne, accompagne les victimes dans la réappropriation de leur liberté, après les avoir libérées. Le plus souvent, elle ne les confie pas à la police, mais elle recherche leurs parents, les incite à se faire soigner et ne divulgue pas leur lieu de retraite pour leur donner le temps de se reconstruire. 

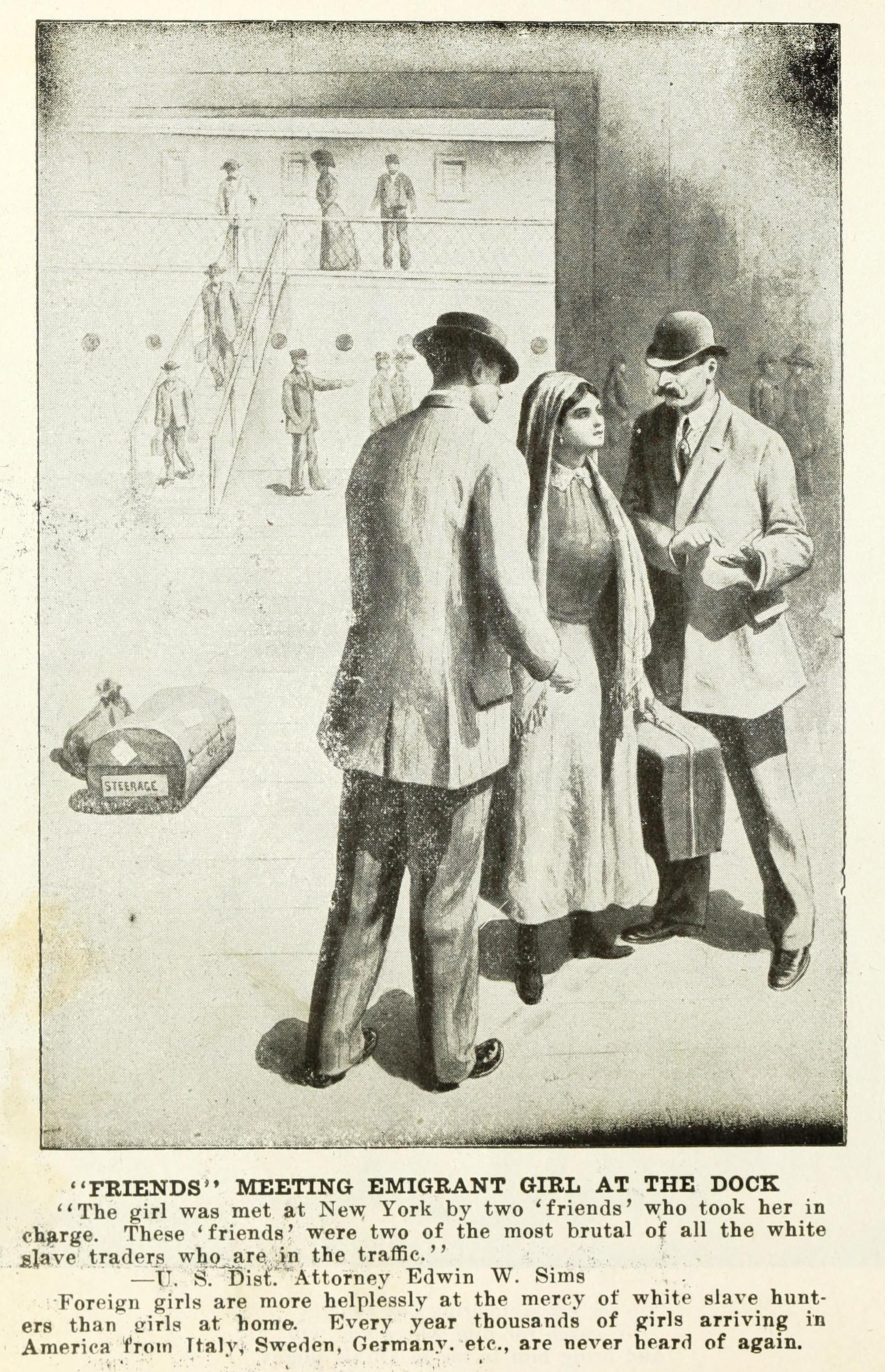
Fighting the Traffic in Young Girls, "un livre destiné à réveiller les endormis et à protéger les innocents", selon sa page de titre.

### Bilan de son action
En 1934, après plus de 30 ans d'actions sur le terrain, Rose Livingston a sauvé selon les sources 800, 4 000 ou 5 000 filles ou jeunes femmes,,. Une fois libérées, certaines d'entre elles retrouvent un équilibre dans leur vie, d'autres sont tellement brisées qu'elles doivent être placées en institution, certaines meurent jeunes et quelques autres restent captives comme travailleuses du sexe. Beaucoup de filles qu'elle a sauvées la considèrent comme une mère et lui présentent des maris potentiels pour approbation. La Société des Nations l'identifie comme une figure marquante de la lutte contre l'esclavage sexuel dans le monde. 

### Prévention
Afin de lutter contre le fléau de la prostitution, Rose Livingston demande aux mères d'être plus compréhensives envers leurs enfants, afin qu'elles ne veuillent pas s'enfuir de chez elles. Elle propose que les villes embauchent des policières en civil pour patrouiller dans les quartiers en proie au vice afin d'empêcher les filles d'être réduites en esclavage. Elle conseille aux parents de mettre en garde leurs filles contre le danger d'être enlevées, en leur recommandant par exemple de ne pas monter dans la voiture d'un étranger. 
En 1914, elle participe à l'une des Suffrage Hikes de Manhattan à Albany, New York et au fil des ans, elle donne des conférences sur le droit de vote des femmes. Elle considère en effet que le droit de vote pour les femmes est l'un des moyens pour lutter contre la prostitution. En 1914, elle donne aussi des conférences dans 40comtés de l'Ohio pour le compte de l'Ohio Woman Suffrage Association afin d'expliquer aux filles les dangers d'être entraînées dans une vie de travailleuse du sexe.  

### Aide financière
Rose Livingston reçoit différents soutiens au fil du temps. Celui d'Elizabeth Voss, dont le père avait été procureur de district de New York ; celui du Comité des Quatorze femmes de Brooklyn. Une église de Brooklyn, New York, assure ses frais d'entretien quelque temps. Vers 1911, elle rejoint des suffragettes qui lui offrent leur soutien. 
Des femmes qui rencontrent Rose Livingston alors qu'elle tente d'empêcher une fille de se suicider lui présentent Harriet Burton Laidlaw dont le mari, James Lees Laidlaw, a créé le Comité des Trois avec le Révérend M. Sanderson et Lawrence Chamberlain. Harriet Burton Laidlaw soutient Rose Livingston, financièrement et socialement, ainsi que d'autres suffragettes notoires dans divers États.  
Le Comité Rose Livingston, créé fin des années 1920 ou début des années 1930, lui octroie 600 $ par an.  Elle utilise une partie de son salaire pour payer les vêtements et la nourriture des filles qu'elle sauve. Le Comité est composé de femmes, de plusieurs ministres et d'un ancien procureur de district adjoint. Le comité Rose Livingston publie un rapport annuel sur les filles libérées et les personnes condamnées comme propriétaires d'esclave 

### Mann Act
Avant 1910, il n'est pas illégal de se livrer au trafic sexuel à travers les frontières de l'État. Livingston contribue à faire adopter le Mann Act (« loi sur la traite des Blanches »), qui fait du trafic sexuel entre États un crime fédéral en 1910,.  

## Récompenses
Une semaine de dîners de témoignages est organisée en 1927 pour célébrer les 24 ans qu'elle a passé à aider les filles à recouvrer leur liberté.  En 1929, elle reçoit une médaille d'or du National Institute of Social Sciences, pour son  « œuvre unique et sa fidélité sans faille pendant près de 30 ans ». En 1937, elle reçoit une coupe d'argent d'Edith Claire Bryce de la Peace House pour « ses actes de courage sans violence ».  

## Vie personnelle

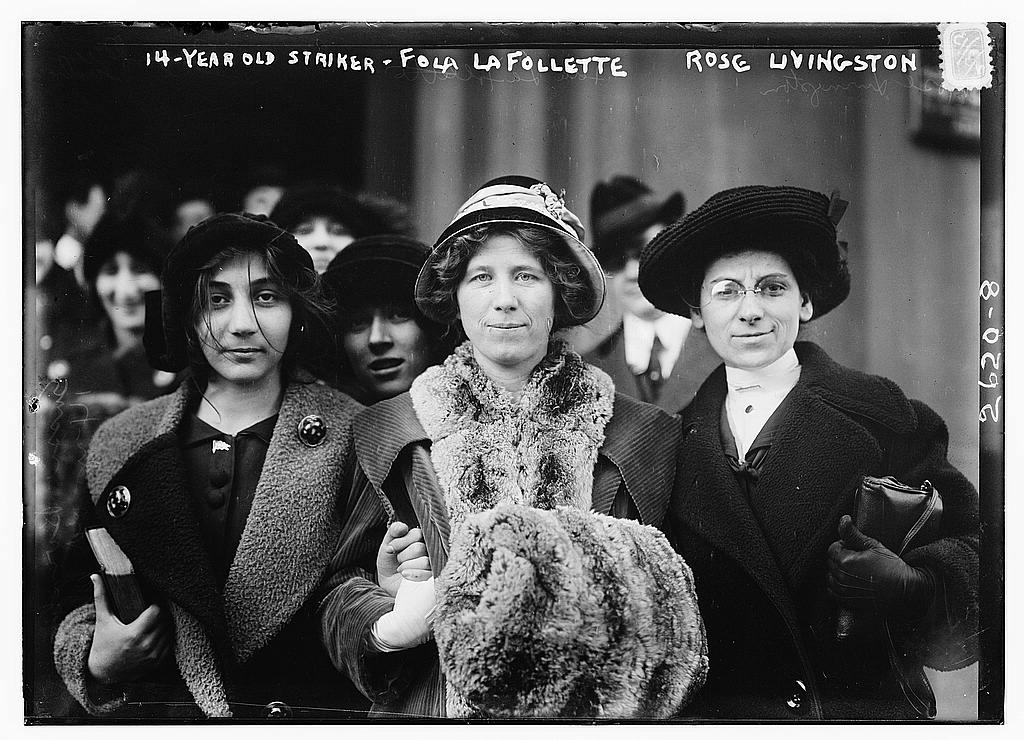
Attaquant non identifié de 14 ans, Fola La Follette et Rose Livingston à New York en 1913

Pour protéger sa sécurité, seuls ses meilleurs amis connaissent son adresse. Pendant une trentaine d'années elle vit chichement dans des appartements sans eau chaude,. Elle vit dans un trois pièces sur E. 49th Street à New York, près de l'East River, pendant 46 ans à partir de 1929 environ. Elle prend sa retraite après 1937 et reçoit une pension de 100 $ par mois. Ses voisins lui viennent en aide pour la vie quotidienne, notamment lorsqu'elle commence à perdre la vue. Elle meurt le 26 décembre 1975 à l'âge de 99 ans.